# Flottillenarzt (Bundeswehr)
Flottillenarzt (dobesedno nemško Flotiljni zdravnik; okrajšava: FltlArzt; kratica: FTLA) je specialistični častniški čin za sanitetne častnike zdravniške oz. zobozdravstene izobrazbe v Bundesmarine (v sklopu Bundeswehra). Sanitetni častniki farmacije nosijo čin Oberfeldapothekerja (Heer/Luftwaffe) oz. Flottillenapothekerja (Bundesmarine) in veterinarji nosijo čin Oberfeldveterinärja (Heer); čin je enakovreden činu podpolkovnika in Oberfeldarzta (Heer in Luftwaffe) in činu kapitana fregate (Marine).
Nadrejen je činu Oberstabsarzta in podrejen činu Flottenarzt. V sklopu Natovega STANAG 2116 spada v razred OF-4, medtem ko v zveznem plačilnem sistemu sodi v razred A15.

## Oznaka čina
Oznaka čina je enaka oznaki čina kapitana fregate, pri čemer imajo na vrh oznake dodane še oznake specializacije:
- zdravniki: Eskulapova palica (dvakrat ovita kača okoli palice);
- zobozdravnik: Eskulapova palica (enkrat ovita časa okoli palice).

Galerija
- Narokavna oznaka - zdravnik
- Narokavna oznaka - zobozdravnik